# Quyang, Donghai
Quyang (kinesiska: 曲阳, 曲阳乡) är en socken i Kina. Den ligger i provinsen Jiangsu, i den östra delen av landet, omkring 260 kilometer norr om provinshuvudstaden Nanjing. Antalet invånare är 29325. Befolkningen består av 15 100 kvinnor och 14 225 män. Barn under 15 år utgör 21,0 %, vuxna 15-64 år 67 %, och äldre över 65 år 11,0 %. Quyang ligger vid sjön Anfengshan Shuiku.
Genomsnittlig årsnederbörd är 1 109 millimeter. Den regnigaste månaden är juli, med i genomsnitt 303 mm nederbörd, och den torraste är januari, med 13 mm nederbörd.